# La religiosa
La religiosa (La religieuse) è un film del 2013 diretto da Guillaume Nicloux.
Terzo adattamento dell'omonimo romanzo di Denis Diderot dopo Suzanne Simonin, la religiosa, diretto da Jacques Rivette nel 1966 e La monaca nel peccato, diretto da Joe D'Amato nel 1986, è stato presentato in concorso alla 63ª edizione del Festival di Berlino e al Chicago International Film Festival. Protagonista della pellicola è Pauline Étienne.

## Trama
Francia, XVIII secolo. La sedicenne Suzanne è spinta dalla famiglia a prendere i voti contro la sua volontà. All'inizio resiste alle regole del convento e cerca di sfuggire al percorso religioso che le è stato imposto, ma presto scopre di essere figlia illegittima e di dover scontare la colpa materna. L'unico conforto è una madre superiora anziana e comprensiva che però muore improvvisamente e viene sostituita da suor Christine, una donna intransigente e crudele. Suzanne viene trasferita in un altro convento dove continua a combattere per riconquistare la sua libertà.

## Produzione

### Riprese
Le riprese del film sono state effettuate tra Germania e Francia. Tra le location il Monastero di Bronnbach e il Monastero di Maulbronn nel Baden-Württemberg, il Castello di Passage nel dipartimento dell'Isère, la Certosa di Pierre-Châtel a Virignin e il Castello di Fléchères a Fareins nel dipartimento dell'Ain.

## Distribuzione
Dopo l'anteprima del 10 febbraio 2013 al Festival di Berlino e la proiezione al Rendez-vous with French Cinema di New York del 1 marzo, il film è uscito nelle sale francesi e belghe il 20 marzo 2013.
Sempre nel 2013 è stato presentato al Montreal World Film Festival (26 agosto), al Festival du Film Français d'Helvétie di Bienne (19 settembre), al Chicago International Film Festival (15 ottobre), al Festival del cinema di Stoccolma (8 novembre) e al French Cinepanorama Film Festival di Hong Kong (20 novembre).

### Date di uscita
- Belgio (La religieuse) - 20 marzo 2013
- Francia (La religieuse) - 20 marzo 2013
- Italia (La religiosa) - 5 settembre 2013
- Brasile (A Religiosa) - 6 settembre 2013
- Germania (Die Nonne) - 31 ottobre 2013
- Regno Unito (The Nun) - 1 novembre 2013
- Slovacchia (Mníska) - 24 novembre 2013
- Hong Kong (The Nun) - 28 novembre 2013
- Repubblica Ceca (Jeptiska) - 12 dicembre 2013
- Perù (La religiosa) - 19 dicembre 2013
- Singapore (The Nun) - 9 gennaio 2014
- Ungheria (Az apáca) - 13 marzo 2014
- USA (The Nun) - gennaio 2015
- Argentina (La religiosa) - 30 luglio 2015
- Spagna (La religiosa) - 4 dicembre 2015
- Uruguay (La religiosa) - 28 aprile 2016

## Critica
Il sito Metacritic assegna al film un punteggio di 51 su 100 basato su 4 recensioni, mentre il sito Rotten Tomatoes riporta il 75% di recensioni professionali con un giudizio positivo, con un voto medio di 5,9 su 10.
Dave Calhoun del magazine Time Out ha giudicato il film "misurato e sensibile", notando però che «manca dell'assoluto orrore claustrofobico di film come Magdalene», mentre Catherine Shoard di The Observer lo ha definito «un ritratto emozionante e onesto della solitudine della fede così come della mancanza di fede».
Jordan Mintzer, che su The Hollywood Reporter ha definito il film «complessivamente affascinante, anche se non così originale», ha evidenziato la prova dell'attrice belga Pauline Étienne, «la cui rappresentazione studiata di un giovane badessa ribelle dovrebbe lanciarla verso altri ruoli da protagonista in futuro». Nel complesso Mintzer parla di un prodotto "ben confezionato" e di "contributi tecnici superbi", tra cui la fotografia di Yves Cape e i costumi di Anais Romand».
Giudizi negativi sono stati espressi da Anna Maria Pasetti, che sul Fatto Quotidiano ha scritto: «Nonostante la presenza di eminenti attrici, il film soffre di didascalismo, piattezza e banalità registiche», e dal critico Boyd van Hoeij che sulla rivista Variety ha giudicato il regista «incapace di infondere al materiale alcuna tensione... usa tutti i trucchi di mise-en-scene del libro in modo molto accademico». Tra gli aspetti positivi sono stati evidenziati i costumi, le scenografie e la colonna sonora di Max Richter.
La pellicola è stata giudicata positivamente dalla commissione di valutazione film della Conferenza Episcopale Italiana, secondo cui «il copione restituisce i fremiti e le paure di un periodo storico lontano, senza scacciare i pur flebili punti di contatto con alcune realtà a noi contemporanee. Un approccio asciutto e ben controllato per un film che, dal punto di vista pastorale, è da valutare come consigliabile, problematico e adatto per dibattiti».

## Riconoscimenti

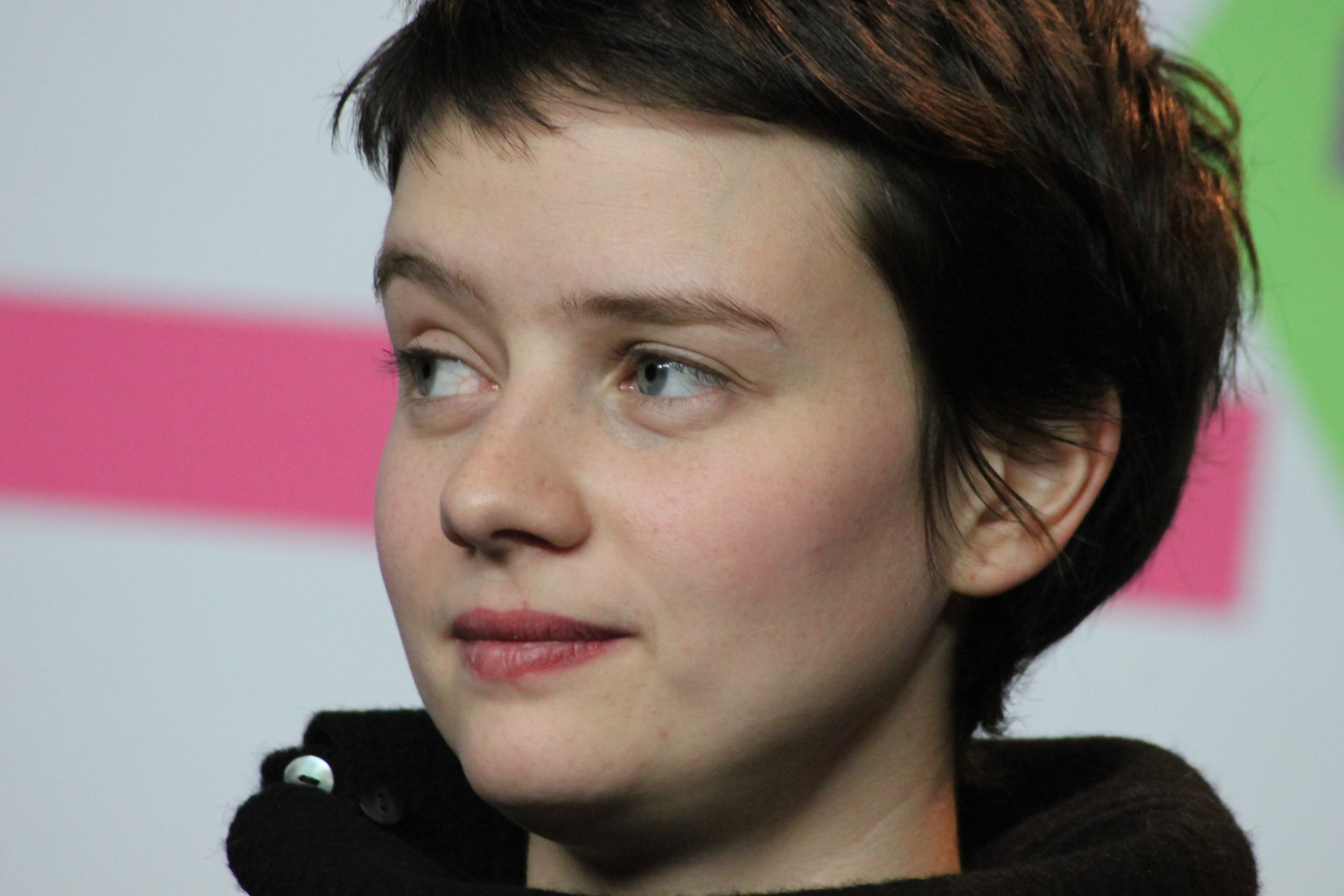
Pauline Étienne al Festival di Berlino 2013

- 2013 - Festival internazionale del cinema di Berlino
  - Nomination Orso d'oro per il miglior film
- 2013 - Chicago International Film Festival
  - Nomination Audience Choice Award a Guillaume Nicloux
- 2014 - Premio César
  - Nomination migliore promessa femminile a Pauline Étienne
- 2014 - Premio Lumière
  - Nomination migliore promessa femminile a Pauline Étienne
- 2014 - Premio Magritte
  - Miglior attrice a Pauline Étienne